# Vantage Point (album)
Vantage Point is een album van de Belgische rockgroep dEUS dat in 2008 verscheen. De plaat werd opgenomen in de nieuwe opnamestudio van dEUS in Borgerhout.

## Inhoud
De hoes van deze plaat werd ontworpen door Michaël Borremans.
"Favourite Game" gaat over seks met je ex-vriendin. Alhoewel de teksten vrij expliciet zijn was de oorspronkelijke tekst veel schunniger, zoals de eerste titel, "Re-fuck" al doet vermoeden.
"Slow" gaat over de verschillende wijzen waarop mensen naar een gebeurtenis kijken. Karin Dreijer Andersson van de Zweedse groep The Knife zong de track in omdat ze een dEUSfan van het eerste uur is.
De tekst van "Is A Robot" gaat over mensen die denken dat ze verschillend zijn van de rest, maar eigenlijk reageren tegen een voorgeprogrammeerd patroon. Het nummer bevat een sample in het Fins die vrij vertaald betekent: "Er is niets mysterieus of moeilijk aan een computer. Het is gewoon een robot die niet denkt."
"Smokers Reflect" gaat over de tijd die zich afspeelt tussen het moment waarop iemand een sigaret neemt en effectief rookt. De titel werd geïnspireerd door een actie van schilder David Hockney uit 2004 tegen het rookverbod in de Ierse pubs.
"The Vanishing of Maria Schneider" gaat over de zoektocht naar ware liefde terwijl je al ouder dan 35 bent. De titel verwijst naar actrice Maria Schneider die bekend werd dankzij de film Last Tango in Paris (1972), maar nadien weer in obscuriteit verdween. Voor Barman is zij het symbool van eeuwige jeugd.
"Popular Culture" gaat over de impact van Amerikaanse mainstream cultuur op ons dagelijkse leven. Het koor werd ingezongen door kinderen van vrienden van de bandleden.

## Tracklist
1. When She Comes Down
2. Oh Your God
3. Eternal Woman (met Lies Lorquet van Mintzkov)
4. Favourite Game
5. Slow (met Karin Dreijer Andersson van The Knife)
6. The Architect
7. Is A Robot
8. Smokers Reflect
9. The Vanishing Of Maria Schneider (met Guy Garvey van Elbow)
10. Popular Culture

## Trivia
- "The Architect" bevat geluidssamples van architect Buckminster Fuller door wie de tekst ook werd geïnspireerd.